# سمبورگ (تنسی)
سمبورگ(به انگلیسی: Samburg) شهری در ایالت تنسی کشور ایالات متحده آمریکا است که جمعیت آن در سرشماری سال ۲۰۱۰ میلادی، ۲۱۷ نفر بوده‌است.